# Raadhuis van Hoogwoud
Het voormalige Raadhuis van Hoogwoud, ook wel het Stadhuis of Raed Huys, is een rijksmonument gebouwd in 1742-3. Het gebouw is gelegen aan de Hoogenboomlaan 22 en deed dienst als raad- en rechthuis van Stede Hoochtwoudt, bestaande uit de twee Noord-Hollandse dorpen Aartswoud en Hoogwoud. Tegenwoordig dient het monument als kantoorpand.

## Geschiedenis
Het raadhuis van Hoogwoud stamt uit de 18e eeuw en fungeerde tot aan de Franse Tijd ook als rechthuis. In 1906 verbouwde het toenmalige gemeentebestuur het raadhuis ingrijpend, waarna er van 1964 tot 1966 een restauratieproject volgde. Het raadhuis deed dienst als gemeentehuis tot 1 januari 1979. Op die dag werd de oude gemeente officieel opgeheven en vond er een fusie met gemeente Opmeer plaats. Sinds 1 juli 1988 wordt de aanbouw aan de achterzijde gebruikt als kantoorpand door Van Dolder Administratiekantoor B.V.

### Bouw van het raadhuis
In het jaar 1742 gaf jkvr. Louise Hedwig van Catz de opdracht tot bouw van het voormalige raadhuis. Zij was de zus van de toenmalige ambachtsheer van Stede Hoochtwoudt, jhr. Willem Maurits van Catz. De jonkvrouw was bereid een som van fl 3.000,- te schenken, onder de voorwaarden dat er levenslang een verblijfskamer in het gebouw voor haar vrij zou blijven. Het totale bedrag voor de bouw kwam op fl. 5.200,- te liggen. De bestuursleden en dorpsbewoners verzamelden de overgebleven kosten van fl. 2.200,- bij elkaar. Het bestek werd getekend door meester-timmerman Daniel Willemsz van Kleeff uit Alkmaar. Hij was tevens toezichthouder tijdens de bouw van het nieuwe raadhuis. Op 1 augustus 1742 werden zijn tekeningen aan belanghebbenden tentoongesteld in de secretarie van het oude raadhuis. Tien dagen later, op 11 augustus, vond de aanbesteding plaats. Datzelfde jaar legde jkvr. Van Catz de eerste steen. Een klein jaar later, op 16 juli 1743, nam het lokale bestuur het raadhuis officieel in gebruik. Hierbij schonk ambachtsheer Van Catz een zilveren beker, die later bij het installeren van nieuwe bestuursleden ceremonieel gebruikt werd.

### Functie in de Franse Tijd
In de Franse Tijd verloor het raadhuis de taak tot rechtspraak van Hoogwoud en Aartswoud, een van haar oorspronkelijke functies. De schepenbank werd opgeheven en de rechtspraak verplaatste naar Hoorn.

### Ingrijpende verbouwing in 1907
Toen Cornelis Pijper in 1906 werd aangesteld als burgemeester, werd het raadhuis onder zijn initiatief ingrijpend verbouwd. De burgemeester liet de modernisering over aan gemeenteopzichter Nicolaas Jacobus Vlaming. Op 6 juni 1907 kregen Pijper en Vlaming toestemming van de gemeenteraad het raadhuis te vernieuwen. Timmerman J. de Haan kreeg voor fl. 1.400,- de taak om de voorgevel te verbouwen. Daarbij kreeg de heer W. Spects de taak deze nieuwe gevel voor fl. 507,- te schilderen. Met het ontwerp uit de hand van Vlaming was de gevel van het raadhuis onherkenbaar aangepast. De nieuwe stijl waarin het raadhuis was opgetrokken kreeg de spotnaam ‘Stijl Vlaming’.

### Restauratie in de jaren zestig
In de jaren 60 van de vorige eeuw werd er een poging gedaan het raadhuis in het monumentenregister in te schrijven. In eerste instantie werd dit voorstel geweigerd omdat de verbouwing van 1907 het raadhuis te ingrijpend had veranderd ten opzichte van de authentieke staat. Om die reden werd restauratiearchitect Kees Royaards ingeschakeld. Daarbij werd het raadhuis opgenomen in de voorlopige monumentenlijst. De tekeningen van Royaards waren gebaseerd op het oude bestek van de oorspronkelijke architect Van Kleeff. De restauratie begon in 1964 en volbracht men in 1966. De totale kosten van dit project bedroegen fl. 131.000,-.